# Pomme (ca sĩ)
Claire Pommet hay Pomme (sinh ngày 2 tháng 8 năm 1996 tại Lyon) là một ca sĩ kiêm sáng tác nhạc người Pháp

## Tiểu sử
Claire Pommet sinh ra và lớn lên ở Lyon. Cô được học nhạc lý từ năm 6 tuổi, từng là thành viên của một dàn hợp xướng thiếu nhi tên La Cigale de Lyon năm 7 tuổi và biết chơi đàn cello năm lên 8 . Mẹ cô là giáo viên và là người theo đạo, bà thường thổi sáo; Pomme có một người anh là nhà môi giới bất động sản, thường nghe nhạc của Michel Polnareff, Serge Reggiani và Charles Aznavour. Cô cũng biết đến nhạc dân gian và đồng quê Mỹ qua sự giới thiệu từ bố của một người bạn. Cô tự học sáng tác nhạc và xuất bản video trên YouTube .
Năm 19 tuổi, cô tới Paris để theo học ngành ngôn ngữ Anh nhưng sau đó quyết định thôi học để theo đuổi âm nhạc. Năm 2016, Pomme phát hành một EP có tên En Cavale.
Vào tháng 9 năm 2017, ở tuổi 21, Pomme đã có buổi biểu diễn đầu tiên tại La Boule noire ở Paris. Vào tháng 10 cô phát hành album đầu tay có tên À peu près, "mang âm hưởng kết hợp giữa pop và nhạc dân gian" theo Salome Rouzerol-Douglas của Le Figaro. Còn theo Gilles Renault của tờ Libération thì đây là một album đầy triển vọng, trong khi Marie-Catherine Mardi của RFI lại cho rằng album chưa thực sự trọn vẹn nhưng xứng đáng được khen ngợi. Các nhà báo của Libération và Le Figaro nhấn mạnh về mặt chất lượng các buổi biểu diễn của Pomme, đặc biệt khi cô chơi đàn autoharp và guitar.
Hơn một nửa những bài hát Pomme viết là về tình yêu, cái chết, "từ những câu chuyện hàng ngày mà biến thành những câu chuyện lãng mạn" .
Tháng 11 năm 2019, Pomme phát hành album thứ hai mang tên Les Failles.

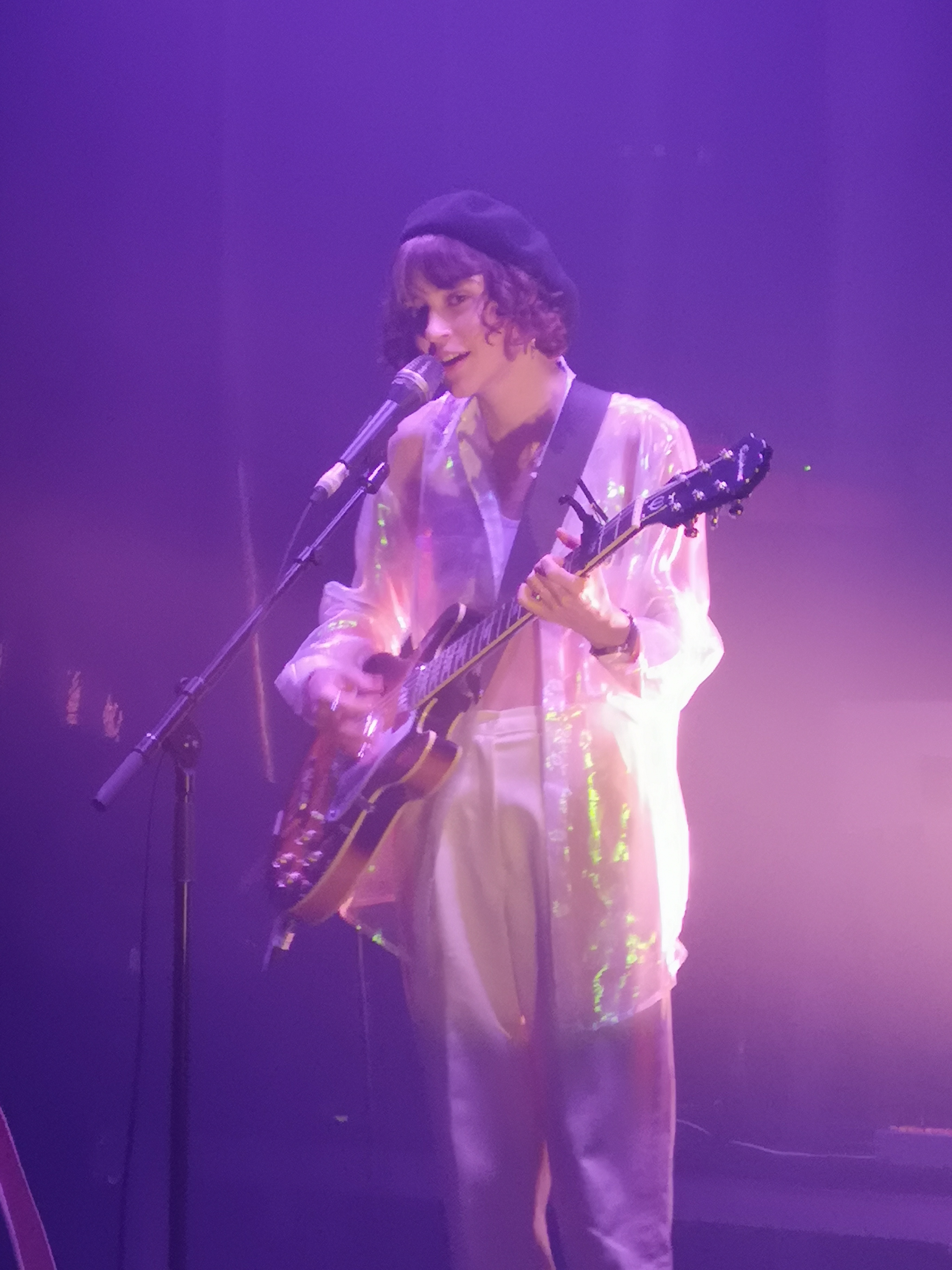
Pomme biểu diễn tại La Cigale, ngày 27 tháng 1 năm 2020.

## Danh sách đĩa nhạc

#### Album phòng thu
- 2017: À peu près, Polydor
- 2019: Les Failles, Polydor

#### EP
- 2016: En cavale
- 2018: À peu près – Sessions montréalaises

#### Đĩa đơn
- 2015: "J'suis pas dupe"
- 2016: "Entre ses bras" (cùng Cécile Corbel)
- 2017: "Même robe qu'hier"
- 2018: "Mon frère" (Rough Version)
- 2018: "De là-haut" (Radio Remix)
- 2018: "J'attends" (cùng Ben Mazué)
- 2019: "2019"
- 2019: "Je sais pas danser"
- 2019: "Anxiété"
- 2024: "Ma meilleure ennemie"